# Louis de Tarente
Pour les articles homonymes, voir Tarente (homonymie).
Louis de Tarente (1320 - Naples, 26 mai 1362), roi de Naples de 1346 à 1362, est le fils de Philippe Ier d'Anjou, prince de Tarente, et Catherine de Valois-Courtenay. Il est le seul des quatre maris de la reine Jeanne Ire de Naples à être couronné à et gouverner à ses côtés comme monarque après le couronnement. 

## Biographie
Deuxième fils de Philippe Ier de Tarente et de Catherine de Valois-Courtenay, il est donc le petit-fils de Charles II de Naples et de Marie de Hongrie, tandis que du côté maternel, il a pour grands-parents Charles de Valois et sa deuxième épouse, l'impératrice titulaire de Constantinople Catherine I re de Courtenay.
En 1342, Louis devient Grand Maître de l'Ordre du Saint-Sépulcre, l'un des plus anciens et des plus prestigieux ordres militaires de la Chrétienté. En 1346, son frère Robert devient empereur latin d'Orient, permettant du même coup à Louis de recueillir la principauté de Tarente. 
C'est dès l'adolescence que Louis commence à entretenir une relation avec la reine Jeanne, alors mariée à André de Hongrie, leur cousin commun. Au-delà du sentiment profond que la souveraine semble avoir éprouvé pour lui, il est probable que la mère du jeune prince, Catherine, ait largement favorisé cette relation dans le but d'investir le capital politique familial important pour garantir à son fils la couronne de Naples. 
À la mort d'André, tué par des conjurés auxquels la reine Jeanne est elle-même soupçonnée d'appartenir, Louis épouse le 20 août 1346 sa cousine, devenant le seul de ses quatre époux à porter le titre de roi. 

### L'invasion deLouisIerde Hongrie
Le royaume de Naples traverse alors un moment de grande crise : en novembre 1347, pour venger la mort de son frère cadet André, le roi Louis Ier de Hongrie tout juste couronné envahit le royaume, entrant avec ses troupes à Bénévent début 1348. La défense est confiée à Louis de Tarente, qui, après avoir rassemblé une armée à Capoue pour tenter d'empêcher la prise de Naples, doit subir la défection de nombreux barons, qui, au lieu de défendre leur souveraine légitime, appuient l'envahisseur, acclamé partout en seigneur et porté en triomphe. 
Le roi tente de temporiser, peut-être trop longtemps, tandis que son armée continue de se réduire à la suite des nombreuses désertions. Désespérant de sauver la situation, le 15 janvier, la reine Jeanne quitte Naples en bateau en direction de ses terres de Provence. Louis de Tarente, face au désastre, rejoinit sa femme en France quelques semaines plus tard, afin de se placer sous la protection de l'église d'Avignon. 
Louis de Hongrie prend Naples avec une grande facilité mais son séjour dans les territoires parthénopéens est bref : en effet, le royaume de Naples est rapidement touché par la peste noire, ce qui pousse le roi à quitter la capitale en toute hâte, laissant la régence aux mains de fonctionnaires hongrois.

### La reconquête du trône
Louis de Tarente et Jeanne reviennent alors en Italie et entreprennent de reconquérir le royaume, occupé par les soldats hongrois. En août 1348, après avoir reconstitué une armée, ils reprennent Naples mais chasser les milices étrangères, auxquelles se sont joints de nombreux mercenaires, se révèle moins aisé que prévu, notamment dans les Pouilles. La guerre s'éternise, donnant à Louis de Hongrie le temps d'organiser une seconde expédition dans le sud de l'Italie. Arrivé à Manfredonia début 1350, le roi hongrois passe rapidement en Campanie mais cette fois, ce sont ses propres soldats qui réclament la fin des hostilités et le retour au pays, las de cette longue guerre qu'ils ont été contraints de soutenir. Le roi accepte de signer une trêve sur l'intercession des légats du pape et entame son retour vers la Hongrie, obtenant toutefois qu'un procès à charge soit organisé contre la reine Jeanne pour tenter d'établir ses responsabilités dans l'assassinat d'André. Le litige est porté devant Clément VI, alors installé à Avignon, sur lequel l'influence des Angevins est énorme et notamment grâce à la cession de la ville à l'Eglise, la reine est déclarée innocente en 1350. Les revendications du souverain hongrois sont définitivement enterrées.

### Roi de Naples
La sentence du procès déclare aussi Louis roi de Naples. Revenus dans leur capitale en janvier 1352, Jeanne Ire et Louis de Tarente sont solennellement couronnés tous deux à Naples, le 23 mai 1352, jour de la Pentecôte. Pour asseoir son pouvoir, Louis crée, ce même jour, l'Ordre de chevalerie du Saint Esprit au Droit Désir, appelé aussi Ordre du Nœud. Autoritaire et brutal, Louis réussit un véritable coup d'État en se débarrassant du protégé de la reine, Enrico Caracciolo, mis à mort. L'exercice du pouvoir commun entre la reine et son mari avait été réglé par un édit qui laisse à ce dernier la liberté de gouverner à son gré mais en fait, le véritable maître est son conseiller, Niccolo Acciaiuoli.
En 1360, Louis participe à l'invasion de la Sicile à l'occasion d'une insurrection contre Frédéric IV, dans une vaine tentative de ramener l'île dans le giron de la dynastie angevine. Après une victoire à Messine, il connait une grave défaite navale face aux Catalans (29 juin 1357).
Louis de Tarente meurt à Naples le 26 mai 1362 après avoir pris froid et est inhumé dans l'église de Montevergine. La reine Jeanne contracte deux autres alliances, l'une avec Jacques IV de Majorque en 1363, l'autre avec Othon de Brunswick-Grubenhagen en 1376 mais aucun de ces deux époux successifs n'est couronné roi, la reine ayant décidé d'exercer enfin le pouvoir par elle-même.

## Descendance
Louis et Jeanne ont deux filles, décédées avant leur mère :
- Catherine (1347 † 1364) ;
- Françoise (1349 † 1352).

Louis a en outre deux filles naturelles : Esclabonde et Clémence d'Anjou, cette dernière épousant Jean-Antoine de la Mandolée, avec qui elle a une fille unique, Marguerite de la Mandolée.